# Fundacja im. Kazimierza Wielkiego

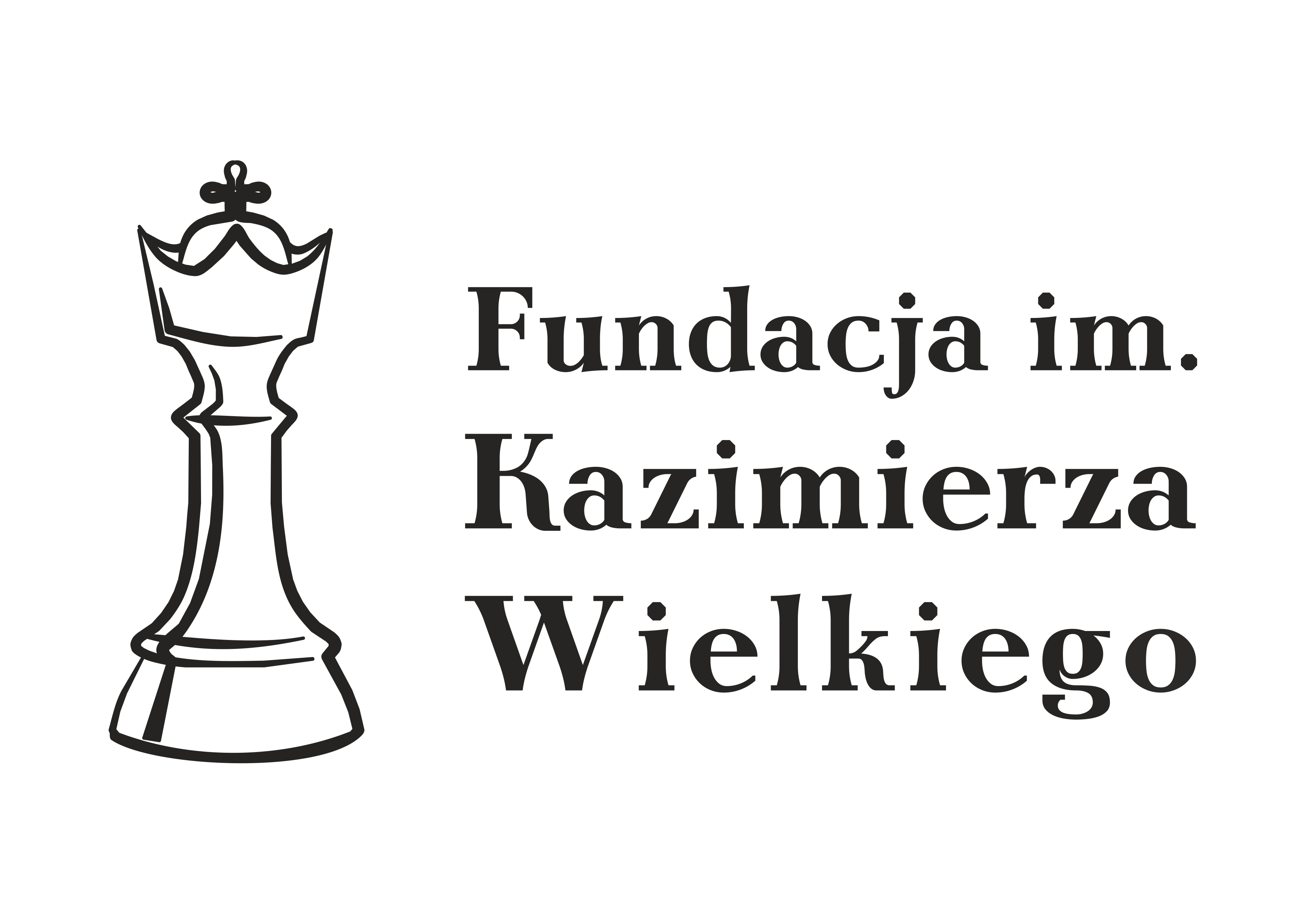
Logo Fundacji im. Kazimierza Wielkiego

Fundacja im. Kazimierza Wielkiego została powołana w 2013 roku w celu koordynacji inicjatyw i działań, głównie edukacyjnych i wychowawczych, kształtujących postawy obywatelskie, patriotyczne oraz wzbogacające tożsamość i świadomość społeczeństwa.

## Cele Fundacji
Głównymi celami działalności Fundacji są:
- działalność charytatywna, dobroczynna, wolontariat
- pomoc społeczna, w tym rodzinom i osobom w trudnej sytuacji życiowej
- działania na rzecz kombatantów i osób represjonowanych oraz weteranów
- podtrzymywanie i upowszechnianie tradycji narodowej, pielęgnowania polskości oraz rozwoju świadomości narodowej, obywatelskiej i kulturowej
- wspomagania rozwoju wspólnot i społeczności lokalnych; wspomaganie samorządnych wspólnot, organizacji pozarządowych i innych instytucji działających na rzecz dobra publicznego w różnych dziedzinach życia społecznego
- działalność na rzecz nauki, szkolnictwa wyższego, edukacji, oświaty i wychowania, kultury, sztuki, ochrony dóbr kultury i dziedzictwa narodowego; działalności kulturalnej, twórczej, muzycznej, teatralnej, filmowej; opieki nad zabytkami
- działalność na rzecz rozwoju gospodarczego i przedsiębiorczości i praw konsumentów
- działalność na rzecz kultury fizycznej i sportu[2]

## Realizacja celów Fundacji
Fundacja realizuje swoje cele poprzez:
1. wspieranie inicjatyw zgodnych z celami Fundacji,
2. działalność wydawniczą
3. działalność związaną z produkcję filmową
4. prowadzenie odpłatnej i nieodpłatnej działalności pożytku publicznego
5. współpracę z polskimi i zagranicznymi organizacjami pozarządowymi
6. współpracę z władzami samorządowymi, państwowymi, sektorem gospodarczym, środkami masowego przekazu
7. działalność służąca upowszechnieniu zasad demokratycznego państwa prawa, przejrzystości w życiu publicznym, społecznej kontroli nad instytucjami zaufania publicznego oraz przeciwdziałania patologiom życia publicznego i społecznego
8. działalność wspierającą tworzenie ośrodków wiedzy, w szczególności bibliotek, archiwów, muzeów, instytutów naukowo-badawczych, szkół, portali internetowych i wortali
9. propagowanie i organizowanie wymiany międzykulturowej i międzynarodowej, w szczególności przez organizację wyjazdów, warsztatów, prelekcji, obozów szkoleniowych
10. organizowanie imprez masowych, kulturalnych, artystycznych, muzycznych, teatralnych[2]

## Inicjatywy realizowane przez Fundację
Ogólnopolski Konkurs „Żołnierze Wyklęci – Bohaterowie Niezłomni” dla dzieci i młodzieży. Jest to największy pod względem liczby uczestników i najdłużej istniejący konkurs wiedzy o Żołnierzach Wyklętych w Polsce. Realizowany od 2012 roku.
Od 2015 Fundacja im. Kazimierza Wielkiego współorganizuje międzynarodowe uroczystości rocznicy wyzwolenia niemieckiego obozu koncentracyjnego w Holiszowie przez polskich żołnierzy z Brygady Świętokrzyskiej NSZ. Dzięki staraniom Fundacji wmurowano pierwszą polską tablicę na murze byłego niemieckiego obozu koncentracyjnego, upamiętniającą wyzwolenie go przez Polaków.
W 2015 roku Karol Wołek prezes Fundacji im. Kazimierza Wielkiego stworzył pierwszy w Polsce i jak do tej pory jedyny „Szlak Pamięci Żołnierzy Wyklętych w Lublinie” wraz z wydanym drukiem przewodnikiem po tym szlaku i 11 tablicami informacyjnymi wmurowanymi w miejscach pamięci w Lublinie. Szlak upamiętnia wydarzenia, osoby i opisuje 48 miejsc pamięci związanych z Żołnierzami Wyklętymi i komunistycznym aparatem represji w Lublinie. Do tej pory Fundacja im. Kazimierza Wielkiego ponad 8000 osób po Szlaku Pamięci Żołnierzy Wyklętych. Na wniosek Fundacji elementy 3 byłych katowni, gdzie przetrzymywano i torturowano Żołnierzy Wyklętych zostały udokumentowane i objęte ochroną konserwatora zabytków.
Od 2016 Fundacja im. Kazimierza Wielkiego organizuje akcję „Pomóżmy Bohaterom” na rzecz Kombatantów z Armii Krajowej, Narodowych Sił Zbrojnych, Zrzeszenia Wolność i Niezawisłość oraz ich rodzin, będących w trudnej sytuacji materialnej.
Od 2016 roku Fundacja im. Kazimierza Wielkiego realizuje ogólnopolską zbiórkę publiczną „Przywracamy pamięć o Żołnierzach Wyklętych”, z której zostało zrealizowanych już ponad 160 inicjatyw na terenie całej Polski, m.in.: – odsłonięto tablice pamiątkowe i pomniki poświęcone polskiemu podziemiu niepodległościowemu w Lewinie Brzeskim (woj. opolskie), w Szczecinie, Olsztynie, Bystrej Podhalańskiej, Bychawie, Rogowie. Ufundowano pomnik nagrobny dla płk. Andrzeja Kiszki ps. „Dąb” oraz pomnik nagrobny dla 9 żołnierzy NSZ w Borowie k. Annopola. – wydano 9 publikacji o polskim podziemiu niepodległościowym, zawierających nigdy wcześniej niepublikowane dokumenty, zdjęcia, relacje świadków i wspomnienia kombatantów. – zorganizowano uroczystości rocznicowe (16), koncerty patriotyczne (10), rajdy pamięci (7), turnieje sportowe (8), pokazy filmowe (2), murale ku czci żołnierzy podziemia niepodległościowego (4). – zorganizowano ponad 60 spotkań otwartych oraz spotkań w szkołach z historykami i kombatantami o tematyce Żołnierzy Wyklętych na terenie całej Polski.
Od 2016 Fundacja zorganizowała 5 edycji Rajdu Pieszego im. kpt. Wincentego Sowy ps. „Vis” w Janowie Lubelskim, propagujących postać zapomnianego Bohatera z Narodowej Organizacji Wojskowej, który wytrzymał tortury komunistycznych oprawców i nikogo nie wydał z konspiracji, którą wcześniej sam założył i nią kierował. Wielu ludzi z Janowa Lubelskiego miało w ogóle szansę się urodzić, bo „Vis” 70 lat temu wytrzymał tortury.
Od 2018 Fundacja organizuje Memoriał pamięci sierż. Józefa Franczaka ps. „Laluś” na strzelnicy sportowej, łącząc propagowanie historii Żołnierzy Wyklętych z propagowaniem sportu strzeleckiego, szkoleniami z udzielania pierwszej pomocy przedmedycznej, wykładami historycznymi, pokazami sprzętu Wojska Polskiego i pokazami Grup Rekonstrukcji Historycznych.
W 2019 roku Fundacja im. Kazimierza Wielkiego stworzyła już czwarty mural ku czci Żołnierzy Wyklętych, tym razem we Włodawie.
Od 2019 roku Fundacja im. Kazimierza Wielkiego realizuje autorski program „Resocjalizacja przez patriotyzm”, którego celem jest propagowanie wśród osadzonych w zakładach karnych wzorców postaw obywatelskich i patriotycznych na podstawie tradycji polskiego podziemia niepodległościowego. W inicjatywach w ramach tego programu wzięło już udział blisko 1500 osadzonych. Program oparty jest na  założeniu, że jeśli ktoś będzie na zakręcie życiowym i będzie potrzebował wartości i ideałów, do których mógłby się odnieść, to odniesie się do takich, które zdążył w życiu poznać. Dlatego Fundacja propaguje postawy służby i pracy dla dobra całego społeczeństwa we wszystkich możliwych środowiskach.
Ogółem w całej swojej dotychczasowej działalności Fundacja im. Kazimierza Wielkiego wydała 11 publikacji o Żołnierzach Wyklętych, w tym archiwalne dokumenty i nigdy wcześniej nieopublikowane wspomnienia, zdjęcia, listy i relacje z archiwów rodzinnych kombatantów.

## Władze Fundacji

### Zarząd Fundacji
Karol Wołek – prezes zarządu
Bożena Wołek – członek zarządu

### Rada Fundacji
Teresa Fijołek – przewodniczący rady
Olga Żmuda – członek rady

## Finansowanie działalności Fundacji
Przychody Fundacji mogą pochodzić z: darowizn, spadków, zapisów, dotacji i subwencji osób prawnych, zbiórek i imprez publicznych, majątku Fundacji, odsetek bankowych, dochodów z działalności statutowej, przychodów z odpłatnej działalności pożytku publicznego, dochodów z działalności gospodarczej. Całość majątku i dochodów uzyskiwanych przez Fundację jest przeznaczana wyłącznie na realizację celów statutowych.